# Când lumile se ciocnesc (film)
Când lumile se ciocnesc (titlu original When Worlds Collide) este un film SF din 1951 bazat pe romanul din 1933 cu același nume scris împreună de Philip Gordon Wylie și Edwin Balmer. Filmul a fost realizat în Technicolor, regizat de Rudolph Maté și a câștigat în 1951 Premiul Oscar pentru efecte speciale. În film interpretează actorii Richard Derr, Barbara Rush, Peter Hansen și John Hoyt.
Producătorul filmului George Pal a dorit să realizeze și o continuare bazată pe romanul After Worlds Collide, dar i-a fost imposibil din cauza eșecului filmului Conquest of Space (1955) la box office .

## Prezentare

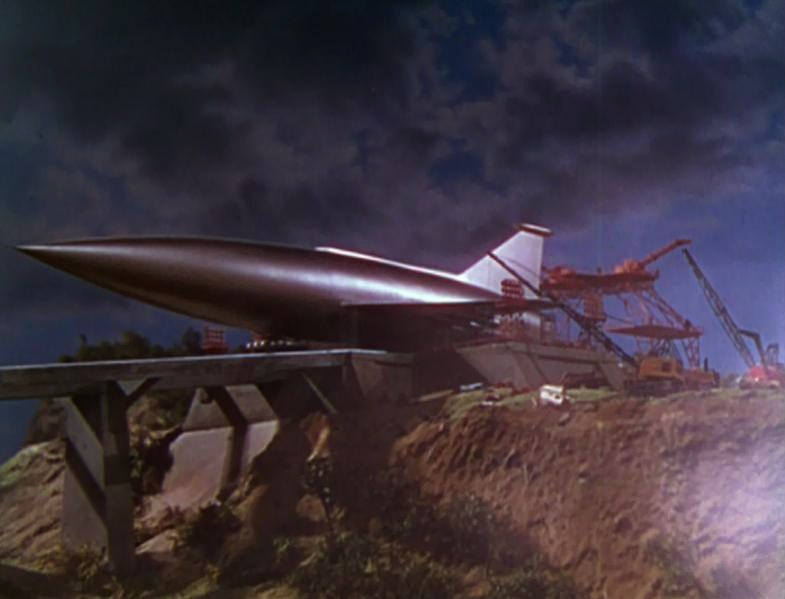
Imagine din film

Astronomul Emery Ronson descoperă că, după câteva luni, steaua rătăcitoare, pe care a numit-o Bellus, se va apropia de Pământ și o coliziune este inevitabilă. La început, nimeni nu-l crede. Un grup de oameni de știință începe să construiască o navă spațială pentru a supraviețui - există posibilitatea de a scăpa prin aterizarea pe planeta Zira, care se învârte în jurul stelei Bellus. 
Curând încep cataclismele globale: erupții vulcanice, cutremure, inundații provocate de mareea puternică. Panica începe pe Pământ, iar la o întâlnire a Națiunilor Unite se decide să se grăbească construcția navei. Începe o loterie, în care locurile de pe navă sunt jucate. În ultimul moment, nava reușește să scape de pe Pământul muribund.

## Actori
- Richard Derr - David Randall
- Barbara Rush - Joyce Hendron
- Larry Keating - Dr. Cole Hendron
- John Hoyt - Sydney Stanton
- Peter Hansen - Dr. Tony Drake
- Hayden Rorke - Dr. Emery Bronson
- Frank Cady - Harold Ferris
- Rachel Ames - Julie Cummings (ca Judith Ames)
- Stephen Chase - Dr. George Frye
- James Seay -  Donovan (nemenționat)
- Kirk Alyn - Rioter bringing guns (nemenționat)
- Stuart Whitman -  Rioter by bank (nemenționat)
- John Ridgely - Chief Customs Inspector (nemenționat)
- Paul Frees - Narator/U.S. President (nemenționat)
- Art Gilmore - Paul (nemenționat)